# Ciclismo ai Giochi della XXVI Olimpiade - Cronometro femminile
La prova a cronometro femminile dei Giochi della XXVI Olimpiade si disputò il 3 agosto a Buckhead, negli Stati Uniti su un percorso di 26,1 km. La competizione vide la partecipazione di 25 cicliste provenienti da 16 nazioni.
La medaglia d'oro fu vinta dalla russa Zul'fija Zabirova, mentre l'argento e il bronzo andarono rispettivamente alla francese Jeannie Longo e alla canadese Clara Hughes.

## Programma
Tutti gli orari sono UTC-4.
| Data          | Ora (UTC-4) | Turno  |
| ------------- | ----------- | ------ |
| 3 agosto 1996 | 14:00       | Finale |

## Percorso
Le cicliste hanno affrontato un percorso di 13,05 km km a Buckhead per due volte.

## Risultati
| Pos.    | Ciclista              | Nazionalità   | Tempo   |
| ------- | --------------------- | ------------- | ------- |
| Oro     | Zul'fija Zabirova     | Russia        | 36'40"  |
| Argento | Jeannie Longo         | Francia       | a 20"   |
| Bronzo  | Clara Hughes          | Canada        | a 33"   |
| 4       | Kathryn Watt          | Australia     | a 1'13" |
| 5       | Marion Clignet        | Francia       | a 1'34" |
| 6       | Tea Vikstedt-Nyman    | Finlandia     | a 1'44" |
| 7       | Jolanta Polikevičiūtė | Lituania      | a 1'47" |
| 8       | Imelda Chiappa        | Italia        | a 2'07" |
| 9       | Linda Jackson         | Canada        | a 2'10" |
| 10      | Anna Wilson           | Australia     | a 2'10" |
| 11      | Linda Brenneman       | Stati Uniti   | a 2'12" |
| 12      | Rasa Polikevičiūtė    | Lituania      | a 2'13" |
| 13      | Joane Somarriba       | Spagna        | a 2'15" |
| 14      | Yvonne McGregor       | Gran Bretagna | a 2'29" |
| 15      | Diana Rast            | Svizzera      | a 2'48" |
| 16      | Jeanne Golay          | Stati Uniti   | a 2'56" |
| 17      | Lenka Ilavská         | Slovacchia    | a 3'17" |
| 18      | Svetlana Bubnenkova   | Russia        | a 3'36" |
| 19      | Yvonne Brunen         | Paesi Bassi   | a 3'59" |
| 20      | Jacqui Nelson         | Nuova Zelanda | a 4'18" |
| 21      | Sarah Phillips        | Gran Bretagna | a 4'36" |
| 22      | Rebecca Bailey        | Nuova Zelanda | a 5'05" |
| 23      | Tanja Klein           | Austria       | a 5'23" |
| 24      | Maritza Corredor      | Colombia      | a 5'26" |
| DNS     | May Britt Hartwell    | Norvegia      | -       |